# Асланов, Теймур Закария оглы
Теймур Закария оглы Асланов (азерб. Teymur Zəkəriyyə oğlu Aslanov) — азербайджанский инженер, директор Текстильного комбината в Гяндже, инженер Управления текстильной промышленности Наркомлегпрома Азербайджанской ССР, выпускник Прусского Высшего текстильного института города Котбус.

## Биография
Теймур Асланов родился в 1899 году в городе Шуша, в семье педагога, выпускника Закавказской учительской семинарии Закария-бека Асланова.
В январе 1920 года был направлен правительством Азербайджанской Демократической Республики на учёбу в Западную Европу. Студенты, которым предстояло командирование, избрали бюро, состоящее из 5 человек для помощи комиссии по организации отправки. Теймур Асланов был избран председателем комиссии. Вместе с членом парламента страны Нейматулла-беком Шахтахтинским он выехал в Тифлис и Батуми для получения нужных пропусков.
Вначале Асланов учился во Франции. Во время проживания в Париже часто встречался со своим родственником, братом Узеира Гаджибекова, Джейхуном Гаджибейли и другими однокурсниками, среди которых был и сын Алимардан-бека Топчибашева, семья которого проживала в Париже.
В 1924 году переехал в Германию, где продолжил учёбу в Прусском Высшем текстильном институте города Котбус.
В 1925 году Теймур Асланов вернулся в Азербайджан. Работал в Гяндже на текстильном комбинате. С 1931 года по 1932 год работал в Баку в Наркомлегпроме. В 1933 году вернулся в Гянджу, где был назначен заместителем директора, а после и директором Текстильного комбината.
Как хорошо разбирающийся в экономике человек, Асланов считал, что «Азербайджан, имея нефть, хлопок, развитую промышленность, может самостоятельно существовать и эффективно развиваться без СССР». Теймур Асланов неоднократно заявлял о необходимости восстановления независимости Азербайджана. До ареста органами НКВД работал инженером Управления текстильной промышленности Наркомлегпрома Азербайджанской ССР.
Асланов был арестован 18 октября 1937 года по обвинению в участии в националистической повстанческой организации и шпионской деятельности в пользу германской разведки и направлен в лагерь в Сибири.